# Josep Enric Dallerès
Josep Enric Dallerès Codina (Vilafranca del Penedès, Catalunya, 1949) és un escriptor andorrà.
Va estudiar llengua i literatura a la Universitat Paul Valery de Montpeller i ha ensenyat llengua francesa i arts plàstiques al Lycée Comte de Foix d'Andorra la Vella. Ha ocupat diversos càrrecs públics, com a ministre d'Educació, Cultura i Joventut (1991-1993), president del Consell General (1994-1997), i conseller general al parlament andorrà. Com a escriptor va publicar exclusivament poesia, fins al 2006, quan va aparèixer la seva primera novel·la. A la Fira del Llibre de Frankfurt del 2007 va ser un dels autors andorrans representants.
El 2007 fundà l'editorial Anem Editors, amb la voluntat de contribuir a la promoció d'autors del Principat, i d'àmbit pirinenc.

## Obra

### Poesia
- 1974: 33 poemes, Edicions Calla
- 1976: Despertar, (Autor-Editor), Andorra la Vella
- 1987: Amic, Editorial Maià, Andorra la Vella (ISBN 99913-3-001-1)
- 1988: Ulls d'aigua, Editorial Maià, Andorra la Vella (ISBN 99913-2-002-4)
- 1990: De tu a tu, Editorial Maià, Andorra la Vella (ISBN 99913-2-005-9)
- 1991: Plenituds, amb Jaume Riba
- 1995: Illalba, Editorial Maià, Andorra la Vella (ISBN 99920-51-10-8)
- 2018: Vuitanta-dos dies d'octubre, Anem Editors, ISBN 978-99920-65-15-0

### Novel·la
- 2007: Frontera endins, Anem Editors (ISBN 978-99920-1-654-1)
- 2011: Manèla, frontière en deçà, Anem Editors (ISBN 978-99920-65-01-3)

### Narrativa
- 2018: El caminar d'una vida, Anem Editors ISBN 978-99920-65-19-8

### Contes
- 2017: Ulls d'aigua, Anem Editors, amb Rezvan Kani ISBN 978-99920-65-11-2

### Col·laboracions i obres col·lectives[2]
- 2000 i 2003: Catàleg de l'exposició itinerant Terra i arbres
- 2001: Set Claus. Relats d'Andorra, Proa (ISBN 84-8437-233-2)
- 2002: Exposició a l'Art Centre Variacions sobre poemes, amb el poema Si tu vols

## Distincions honorífiques
Nacionals
- Cavaller de la Creu dels Set Braços, Principat d'Andorra (2024)[4]

Estrangeres
- Comandant de la Legió d'Honor, concedida pel President de la República Francesa i Copríncep d'Andorra.